# Чемпионат ДР Конго по футболу
Чемпионат ДР Конго по футболу — высший футбольный дивизион в Демократической Республике Конго. Контролируется Конголезской федерацией футбола. Участниками турнира в сезоне 2024/25 являются 25 клубов. Призёры турнира получают право выступить в Лиге чемпионов КАФ и Кубке конфедераций КАФ.
Турнир именуется Национальной футбольной лигой (фр. Ligue nationale de football), сокращённо — Линафут (фр. Linafoot).

## История
Футбол появился на территории современной ДР Конго, когда страна была бельгийской колонией. В 1911 году впервые стартовала Лига Катанги, где играли только белые. Своя лига в Леопольдвиле (сейчас — Киншаса) была организована в 1917 году. С 1923 по 1950 год лучшие клубы Леопольдвиля играли в чемпионате Стэнли против команд из Браззавиля, являвшегося французской колонией и расположенном на противоположном берегу реки Конго.
Свою независимость от Бельгии Республика Конго-Леопольдвиль провозгласила в 1960 году. С 1964 года Федерация спортивных ассоциаций Конго начала проводить собственный национальный чемпионат, который разыгрывался в кубковом формате. Первым победителем турнира стала команда «Имана» (сейчас — «Мотема Пембе»). В связи со сменой названия государства управляющая организация с 1971 по 1998 год именовалась как Заирская федерация футбола.
В 1990 и 1991 турнир приобрёл формат чемпионата, но в следующих шести сезонах вернулся в формат кубка. В 1998 году турнир стартовал в качестве чемпионата и с тех пор неоднократно менял формат проведения. В сезоне 2024/25 турнир был разделён на две стадии. В начале клубы разделены на две группы, после чего шесть лучших выходят в раунд плей-офф.
Во время матча между клубами «Вита» и «ТП Мазембе» в 2014 году в давке на стадионе погибло 20 человек. Из-за протестов против президент ДР Конго Жозефа Кабила в декабре 2016 года чемпионат был остановлен. Сезон 2022/23 был прерван 24 декабря 2022 года из-за отсутствия финансовых средств. Планировалось, что лига возобновится 5 мая, после четырёхмесячной паузы. Тем не менее на встрече представителей федерации и руководителей клубов 28 апреля 2023 года было принято решение не доигрывать сезон 2022/23.
С момента основания чемпионами были 10 различных клубов. Наибольшее число побед в чемпионате завоевал «ТП Мазембе» из Лубумбаши, имеющий в своём активе 18 титулов (последний в сезоне 2023/24). Ближайшим преследователем является столичная «Вита», становившаяся чемпионом 15 раз.

## Победители
- 1964 — Имана
- 1965 — Билима
- 1966 — ТП Энглеберт
- 1967 — ТП Энглеберт
- 1968 — Сент-Элуа Лупопо
- 1971 — Вита
- 1972/73 — Вита
- 1973 — Вита
- 1974 — Имана
- 1975 — Вита
- 1976 — ТП Мазембе
- 1977 — Вита
- 1978 — Имана
- 1979 — Билима
- 1980 — Вита
- 1981 — Сент-Элуа Лупопо
- 1982 — Билима
- 1983 — Санга Баленде
- 1984 — Билима
- 1985 — Чинкунку
- 1986 — Сент-Элуа Лупопо
- 1987 — Мотема Пембе
- 1988 — Вита
- 1989 — Мотема Пембе
- 1990 — Сент-Элуа Лупопо
- 1991 — СКОМ Микиши
- 1992 — Биломбе
- 1993 — Вита
- 1994 — Вита
- 1995 — Бантус
- 1996 — Мотема Пембе
- 1997 — Вита
- 1998 — Мотема Пембе
- 1999 — Мотема Пембе
- 2000 — ТП Мазембе
- 2001 — ТП Мазембе
- 2002 — Сент-Элуа Лупопо
- 2003 — Вита
- 2004 — Мотема Пембе
- 2005 — Мотема Пембе
- 2006 — ТП Мазембе
- 2007 — ТП Мазембе
- 2008 — Мотема Пембе
- 2009 — ТП Мазембе
- 2010 — Вита
- 2011 — ТП Мазембе
- 2012 — ТП Мазембе
- 2013 — ТП Мазембе
- 2014 — ТП Мазембе
- 2015 — Вита
- 2016 — ТП Мазембе
- 2017 — ТП Мазембе
- 2018 — Вита
- 2019 — ТП Мазембе
- 2020 — ТП Мазембе
- 2021 — Вита
- 2022 — ТП Мазембе
- 2024 — ТП Мазембе

## Победители по клубам
| Клуб             | Город      | Побед | Последний |
| ---------------- | ---------- | ----- | --------- |
| ТП Мазембе       | Лубумбаши  | 18    | 2024      |
| Вита             | Киншаса    | 15    | 2021      |
| Мотема Пембе     | Киншаса    | 11    | 2008      |
| Сент-Элуа Лупопо | Лубумбаши  | 5     | 2002      |
| Дрэгонс          | Киншаса    | 4     | 1984      |
| СКОМ Микиши      | Лубумбаши  | 1     | 1991      |
| Бантус           | Мбужи-Майи | 1     | 1995      |
| Биломбе          | Киншаса    | 1     | 1992      |
| Санга Беленге    | Мбужи-Майи | 1     | 1983      |
| Чинкунку         | Кананга    | 1     | 1985      |

## Лучшие бомбардиры
| Сезон   | Футболист       | Клуб         | Г  | Ист.   |
| ------- | --------------- | ------------ | -- | ------ |
| 2000    | Папи Базилепо   | Киншаса Сити | 19 | [ 4 ]  |
| 2003    | Белинго Браззо  | Вита         | 8  | [ 4 ]  |
| 2008    | Серж Лофо       | Вита         | 16 | [ 4 ]  |
| 2016/17 | Бен Маланго     | ТП Мазембе   | 18 | [ 9 ]  |
| 2017/18 | Жан-Марк Макусу | Вита         | 24 | [ 10 ] |
| 2018/19 | Джексон Мулека  | ТП Мазембе   | 24 | [ 10 ] |
| 2019/20 | Джексон Мулека  | ТП Мазембе   | 12 | [ 11 ] |
| 2023/24 | Филли Траоре    | ТП Мазембе   | 25 | [ 10 ] |